# رز خوشه‌ای
رز خوشه‌ای (نام علمی: Rosa multiflora) یا رز ژاپنی، یکی از گونه‌های رز است که در شرق آسیا، در جمهوری خلق چین، ژاپن و کشور کره می‌روید. رز خوشه‌ای را نباید با رز روگوزا که آن هم به نام رز ژاپنی شهرت دارد، اشتباه کرد. رز خوشه‌ای به زبان ژاپنی نوی‌بارا (به ژاپنی: ノイバラ Noibara) نامیده می‌شود.
دو جوره (گیاه‌شناسی) از آن در چین شناسایی شده‌است:
- Rosa multiflora var. multiflora، دارای گل‌های سفید با ۲–۱٫۵ قطر
- Rosa multiflora var. cathayensis Rehder & E.H.Wilson، به گل‌های صورتی با ۴ سانتیمتر قطر

به‌طور معمول اگر صحبت از رز بومی ژاپن شود، اولین گونه‌ای که از ذهن می‌گذرد رز خوشه‌ای است. این رز از استان هوکایدو در شمال ژاپن گرفته تا کیوشو بجز استان اوکیناوا به‌طور طبیعی می‌روید. درختچه‌ای بالارونده و برگریز، با ارتفاع کم است. برگ‌های کوچکی دارد که به تعداد ۷ یا ۹ تایی با یکدیگر به شکل دسته در می‌آیند. درازای هر برگ ۳ سانتیمتر بوده و سطح رویی آن چروک و کمی براق است. تعداد گل‌های آن بسیار زیاد است و در ماه مه تا ژوئن می‌روید. هر گل دارای ۵ گلبرگ است و قطر هر گل تقریباً ۲ سانتیمتر بوده و به رنگ سفید است.